# Lawagamau River
Lawagamau River är ett vattendrag i Kanada.   Det ligger i provinsen Ontario, i den östra delen av landet, 700 km nordväst om huvudstaden Ottawa.
Trakten runt Lawagamau River består huvudsakligen av våtmarker. Trakten runt Lawagamau River är nära nog obefolkad, med mindre än två invånare per kvadratkilometer.